# Христу, Панайот
Панайо́т Хри́сту (греч. Παναγιώτης Χρήστου; 1917, Янина — 1996, Салоники, Греция) — греческий государственный деятель, министр образования Северной Греции (1973—1974), богослов, патролог, профессор патрологии Аристотилевского университета.

## Биография
Родился в 1917 году в селении Василико в номе Янина.
Окончил богословский институт Афинского университета, а позднее обучался в аспирантуре Йельского и Бостонского университетов. В 1951 году в Афинском университете защитил докторскую диссертацию и оставлен в звании доцента. В 1954 году стал профессором патрологии.
С 1963 по 1964 год был деканом богословского факультета, а с 1966 по 1967 год — деканом университета.
С 1966 по 1989 год был директором патриаршего Института патристических исследований, а с 1989 по 1994 год — директором Центра богословских и святоотечеcких исследований в Салониках.
В период военного переворота «чёрных полковников», с 1966 по 1967 год был министром Северной Греции, а с 1973 по 1974 год — министром образования. 
В 1974 году, после падения военной хунты и восстановления республиканской формы правления, был смещён с профессорской должности в университете и всё оставшееся время посвятил патристическим исследованиям.
Скончался в 1996 году в Салониках.